# Hulunbuir
Hulunbuir (mongolo:   Kölün Buir; cinese: 呼伦贝尔; pinyin: Hūlúnbèiěr) è una città-prefettura della Cina nella provincia della Mongolia Interna.
È servita dall'Aeroporto di Hulunbuir-Hailar, che si trova a 7 km a est sud est dal centro della città.

## Suddivisioni amministrative
- Distretto di Hailar
- Distretto di Zhalainuo'er
- Zalantun
- Yakeshi
- Manzhouli
- Genhe
- Ergun
- Bandiera di Arun
- Bandiera destra di nuova Barag
- Bandiera sinistra di nuova Barag
- Bandiera di vecchia Barag
- Bandiera autonoma di Oroqen
- Bandiera autonoma di Evenk
- Bandiera autonoma daur di Morin Dawa